# Josef Laurent (Bibliothekar)
Josef Laurent (vollständiger Name: Josef Gerhard Laurent; * 8. Januar 1808 in Aachen; † 24. Januar 1867 ebenda) war ein deutscher Archivar und Bibliothekar der Stadtbibliothek Aachen. 

## Leben und Wirken
Der Sohn des Luxemburgers Franz Laurent und der Aachenerin Gertrude Schönen sowie Bruder des Apostolischen Vikars Johannes Theodor Laurent studierte nach seiner Schulzeit am Aachener Gymnasium an der Universität Bonn das Fach Philologie. Mit erfolgreicher Abschlussprüfung zog es ihn wieder nach Aachen, wo er zunächst als Privatgelehrter in der Wissenschaft sowie als Privatlehrer im Haushalt befreundeter Familien, insbesondere im gräflichen Hatzfeld’schen Hause, wirkte. 
Nach dem Tod des Aachener Stadtbibliothekars Christian Quix (1773–1844) wurde Laurent mit der Übernahme der Stadtbibliothek Aachen und zugleich mit der Verwaltung des Aachener Stadtarchivs betraut, eine Mammutaufgabe, wie sich herausstellte, da beide Institutionen in neue Räumlichkeiten verlegt und neu aufgestellt und geordnet werden sollten.
Das Aachener Stadtarchiv war nach seiner Rückführung im Jahre 1797 aus Münster durch Karl Franz Leonhard Meyer (1763–1821), wo dieses von seinem Vater Karl Franz Meyer (1728–1795) vor den Franzosen in Sicherheit gebracht worden war, ebenso wie die im Jahre 1831 gegründete Stadtbibliothek noch im Rathaus der Stadt Aachen untergebracht. Auf Grund eines Beschlusses des Aachener Oberbürgermeister Johann Contzen (1809–1875) und seines Stadtrates, das Aachener Rathaus nach den Vorgaben von König Friedrich Wilhelm IV. von Preußen (1795–1861) sowie nach alten Plänen aus der Zeit von Gerhard Chorus (1285–1367) unter Berücksichtigung der neueren Vorschläge des Archäologen und Kunsthistorikers Cornelius Peter Bock (1804–1870) zu restaurieren, mussten aber Stadtbibliothek und Stadtarchiv in umliegende Gebäude ausgelagert werden. Dank seiner herausragenden Kenntnisse der Archivalien und seines organisatorischen Talentes gelang Laurent diese Doppelaufgabe in vorzüglicher und für die Zukunft prägender Weise. Ebenso gelang es ihm, die großzügigen Schenkungen von Fach- und Privatbibliotheken Aachener Bürger wie beispielsweise von August von Fürth (1812–1846) oder von den Aachener Medizinern Georg von Sartorius (1887–1856) und Joseph Hartung (1805–1863) in die Stadtbibliothek zu integrieren und diese damit  für weitere potentielle Erblasser attraktiv zu machen. 
Schließlich machte sich Laurent an sein Hauptwerk, die Urkunden des Archivs von der zweiten Hälfte des 14. Jahrhunderts in Fortsetzung des "codex diplomaticus aquensis" von Christian Quix, bis zum 16. Jahrhundert abzuschreiben. Mehr als 270 Urkunden wurden dabei von Laurent ausgewertet und wieder leserlich gemacht. Ebenso machte er sich in seinem zweiten Hauptwerk "Die Aachener Zustände im XIV. Jahrhundert" auch um die Zusammenstellung der bürgerlichen, gewerblichen und ökonomischen Verhältnisse Aachens verdient, als er auf Grund der Auswertung von Stadtrechnungen aus den Jahren 1334 bis 1396, die er den Stadtarchivurkunden entnommen hatte, mit Einleitung, Register und Glossar herausbrachte. Dadurch konnten interessierten Bürgern detaillierte Informationen über kaiserliche und königliche Besuche, über Feste, Kleidung und Gewohnheiten der Bürger und des Adels, Natur- und Kunstprodukte, Gegenstände des Alltages, aber auch finanzielle Unterstützung für gewerbliche und soziale Einrichtungen sowie Zuschüsse zu Bündnissen und repräsentativen Bauten und vieles mehr zur Verfügung gestellt werden. 
In Anerkennung seiner Kenntnisse übertrug ihm die Stadtverwaltung noch den ehrenvollen Auftrag, einen Plan für die Ausschmückung der Stirnmauer des Rathauses mit historischen Standbildern zu entwerfen. Auf Grund der Historie dieses Gebäudes entschied sich Laurent für einen dreifachen Bilderzyklus, zum einen Karl der Große (747–814) und dessen Umgebung, dann Karl IV. (1316–1378) nebst anderen bei den Krönungen anwesenden Fürsten sowie schließlich bedeutende Vertreter der Freien Reichsstadt und ihre Beamten und Zunftvorstände. Laurent erfüllte auch diesen Auftrag trotz mancher Widersprüche in der Bürgerschaft mit äußerster Gewissenhaftigkeit und Akribie. Noch voller Ideen und Schaffenskraft verstarb Laurent am 24. Januar 1867 plötzlich und unerwartet an den Folgen eines unglücklichen Sturzes. Er fand seine letzte Ruhestätte auf dem Aachener Ostfriedhof.
Josef Laurent war verheiratet mit Therese, geborene Raitz von Frentz (1809–1888) aus Listringhausen, mit der er vier Söhne hatte, darunter der spätere Aachener Stadtbaumeister Joseph Laurent.

## Schriften (Auswahl)
- Aachener Zustände im XIV. Jahrhundert. Hrsg. Peter Kaatzer. Kaatzer, Aachen 1876 (posthum).